# Mazda5
Mazda5 je osobní automobil z třídy kompaktních MPV, vyráběný japonskou automobilkou Mazda od roku 2005. Je pokračováním modelu Mazda Premacy, tento název je pro vůz Mazda5 je v Japonsku používán i nyní. Ford Lio Ho na Tchaj-wanu, který montuje vozy Mazda 5 pro místní trh, zavedl v roce 2007 pro tyto vozy označení Ford i-MAX.
Mazda5 se vyrábí v pětimístné verzi, a dále v šestimístné (pro USA), resp. sedmimístné verzi (pro zbytek světa). Má vlastnosti dodávkových automobilů s téměř plochou podlahou, sklápěcí a odnímatelnou druhou řadou sedadel a sklápěním zadních sedadel do plochy.

## Ocenění
Vůz Mazda 5 získal na kanadském hodnocení Canadian Car of the Year v roce 2006 ocenění "Nejlepší nový víceúčelový rodinný vůz". Magazín Consumer Reports ve svém testu ohodnotil vůz Mazda 5 Canadian Car of the Year jako nejlepší "vysoké kombi", nebyla však udělena známka "doporučeno", protože nebyla známa spolehlivost vozu.
V dubnu 2006 získal automobil Mazda 5 maximální počet 6 hvězdiček v testu Japan New Car Assessment Program (J-NCAP) v testu ochrany osob na předních sedadlech. V Evropě vůz obdržel v testu Euro-NCAP v září 2005 maximální počet 5 hvězdiček za ochranu "dospělých cestujících.

## Ekologie

### Dvoupalivový hybrid

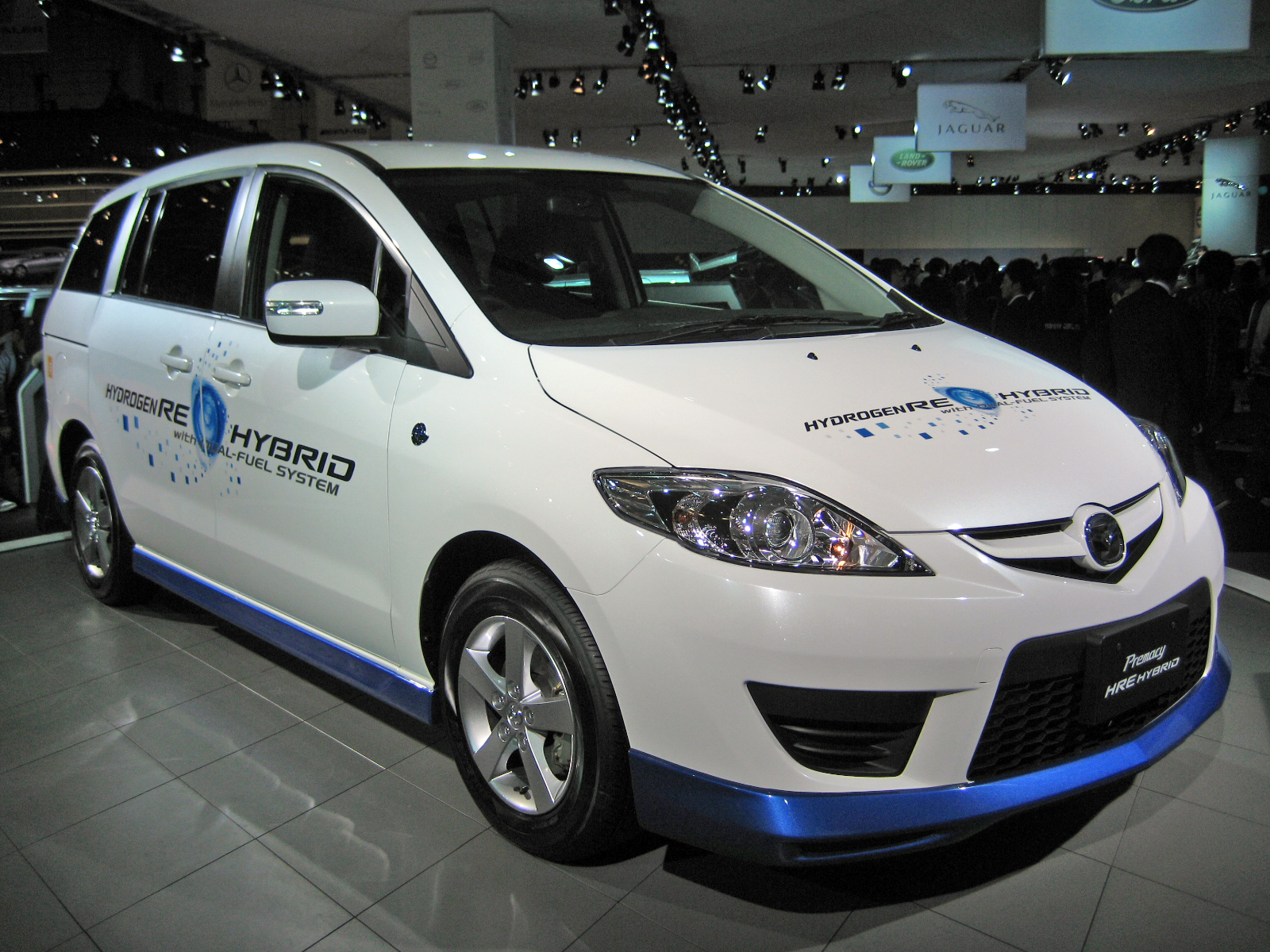
Mazda5 (Premacy) Hydrogen RE Hybrid z roku 2007

V letech 2005 a 2007 byly představeny dva modely Premacy Hydrogen RE Hybrid, dvoupalivové verze s dvourotorovým Wankelovým motorem schopným spalovat vodík a benzin.

### Plug-in hybrid
Mazda vyvíjí konkurenta k vozu plug-in hybrid Chevrolet Volt. Testy pokročily natolik, že má Mazda k dispozici funkční prototyp založený na karoserii Mazda 5.

### „Biovůz“
Mazda hledá nové technologie pro plasty a textil s cílem být přátelštější k životnímu prostředí. Plánuje uvést své inovace - palubní desku z bioplastů a sedadla z biotextilu - v modelu Mazda 5 na veletrhu EcoInnovasia 2008 v Queen Sirikit National Convention Center v Bangkoku. Až 30 % součástí interieru vozu Mazda 5 je vyrobeno z biomateriálů.